# الفردوس (مجلة)
مجلة الفردوس هي مجلة مصرية شهرية كانت تصدر ملحقاً لمجلة منبر الإسلام الصادرة في القاهرة عن المجلس الأعلى للشؤون الإسلامية التابع لوزارة الأوقاف، وهي تصدر منذ منتصف الثمانينيات.
شعار المجلة «مجلة إلى الطفل المسلم، تفتح آفاقاً على كل مجالات الدين والحياة» قطع المجلة 17×24 سم، توجه إلى الأطفال.
تعتمد المجلة على الصور أكثر من الرسم، وتخلو من التسالي، إلا أنها تحتوي مسابقة شهرية في أغلب الأحيان تتعلق بالشهر الذي يصدر فيه العدد، وتترواح الجوائز لعشرة فائزين بين 30 جنيهاً و10 جنيهات، كما أن هناك مسابقة للألوان، ليس للمجلة ملاحق، وتنشر صوراً للأطفال مقرونة بأسماء المدارس، تخلو المجلة من الإعلانات وليس هناك إشارة إلى مواد العدد على الغلاف.

## الأبواب
ليس في المجلة أبواب ثابتة، إلا أن هناك بعض الأبواب البسيطة التي يُلاحظ تكرارها:
- مقدمة ثابتة وفهرس
- بأقلامكم

## فريق العمل
- رئيس مجلس الإدارة: وزير الأوقاف، منهم: د. الأحمدي أبو النور، ود. محمود حمدي زقزوق
- رئيس التحرير: نائب رئيس المجلس، منهم: د. عبد الصبور مرزوق

### الكتاب
- عبد التواب يوسف
- عبد الرحمن البهلول
- سيد الزفزاف
- سلوى العناني
- نعمات إبراهيم
- أحمد حازم
- نادية كيلاني
- السيد القماحي
- محمد سيد أحمد
- نجيبة حسين

سنية حلمي

### الرسامون
- حسن سعيد
- سعاد بدوي